# Козлов, Иван Тимофеевич
Иван Тимофеевич Козлов (16(29) января 1909 года, дер. Адринная Оленинского района, ныне Тверской области — 8 марта 1987, Москва) — советский литературный критик.

## Биография
Окончил факультет литературы и искусства МГУ (1931).
Печатался с 1931 года. Был ответственным редактором журнала «Молодая гвардия», заместителем секретаря парткома издательства «Молодая гвардия».
Член ВКП(б) с 1940. Участник Великой Отечественной войны с 28 июня 1941 года, призван по партийной мобилизации. С 12 июля 1941 — боец коммунистического батальона Москвы в составе 16-й армии, затем редактор дивизионной газеты «Красный боец». С октября 1941 работал в газете «Боевая тревога» 16-й армии (впоследствии 11-й гвардейской армии), с января 1944 — ответственный редактор газеты «Защитник Родины» 6-й Гвардейской танковой армии.
Участник советско-японской войны. Уволен из армии в 1953 году.
После войны занимал ряд руководящих постов в советских литературных издательствах, зав. отделом в Воениздате, полковник, первый заместитель председателя правления издательства «Советский писатель» Н. В. Лесючевского. В начале 1950-х годов снимался с должности, исключался из партии. Впоследствии реабилитирован. В конце 1960 года принят в члены Союза писателей. Руководил секциями в советских писательских организациях.
Писал преимущественно о военной литературе.
С начала 1960-х годов вместе с первой женой, врачом Козловой Людмилой Николаевной (1907—1970), а в 1980-е годы со второй женой, переводчиком Новосельцевой Изидой Зиновьевной (1922—2000) жил в ЖСК «Советский писатель» (д. № 25 по Красноармейской улице).